# La Chapelle-la-Reine
Pour les articles homonymes, voir La Chapelle.
La Chapelle-la-Reine  est une commune française située dans le département de Seine-et-Marne, en région Île-de-France.
En 2022, elle compte 2 236 habitants. La commune fait partie de la communauté d'agglomération du Pays de Fontainebleau.

## Géographie

### Localisation

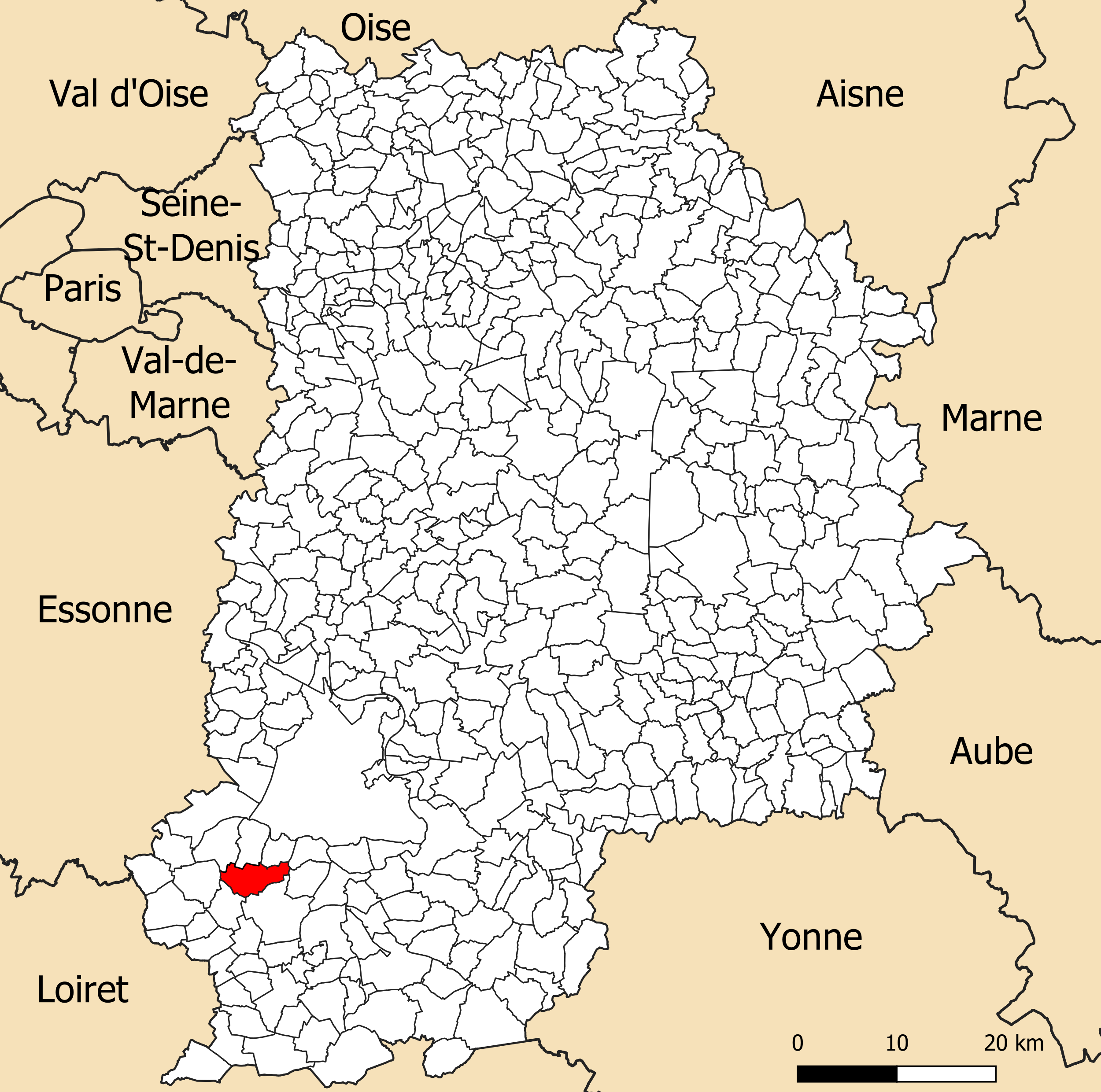
Localisation de La Chapelle-la-Reine dans le département de Seine-et-Marne.

La commune de Chapelle-la-Reine se trouve au sud-ouest du département de Seine-et-Marne, en région Île-de-France. Elle fait partie des 69 communes  du Parc naturel régional du Gâtinais français (dont 33 en Seine-et-Marne).
Elle se situe à 29,19 km par la route de Melun, préfecture du département et à 14,29 km de Fontainebleau, sous-préfecture. La commune est par ailleurs ville-centre du bassin de vie de La Chapelle-la-Reine.
Le territoire de la commune est établi sur un plateau délimité au nord-est par la forêt de Fontainebleau et la vallée de la Seine, au sud-est par la vallée du Loing et au nord-ouest et à l'ouest par la vallée de l'Essonne.

### Communes limitrophes

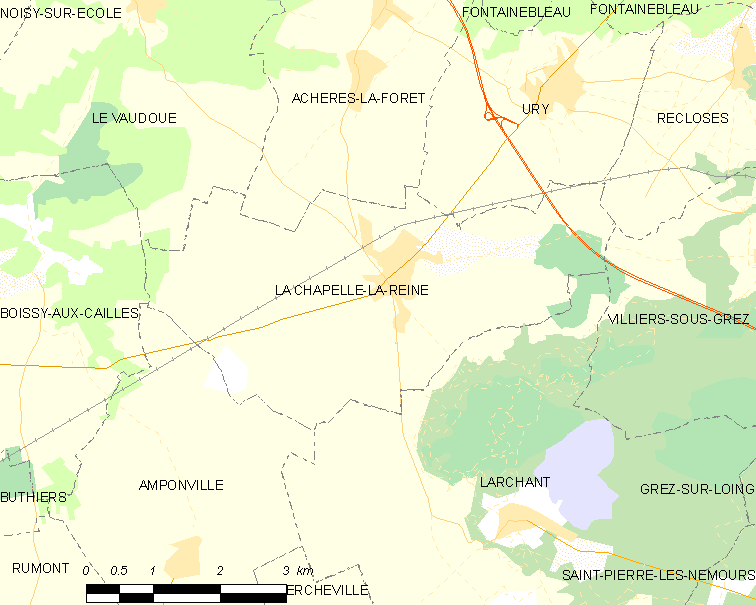
Carte des communes limitrophes de La Chapelle-la-Reine.

Les communes les plus proches sont : 
Achères-la-Forêt (3,0 km), Ury (3,6 km), Larchant (4,2 km), Boissy-aux-Cailles (5,1 km), Amponville (5,4 km), Villiers-sous-Grez (5,7 km), Le Vaudoué (5,8 km), Recloses (6,1 km).
| Le Vaudoué         | Achères-la-Forêt     | Ury                          |
| Boissy-aux-Cailles | La Chapelle-la-Reine | Recloses, Villiers-sous-Grez |
| Amponville         | Amponville, Larchant | Larchant                     |

### Relief et géologie
Le territoire de la commune se situe dans le sud du Bassin parisien, plus précisément au nord de la région naturelle du Gâtinais. L'altitude moyenne de la commune est de 120 à 125 m.
Géologiquement intégré au bassin parisien, qui est une région géologique sédimentaire, l'ensemble des terrains affleurants de la commune sont issus de l'ère géologique Cénozoïque (des périodes géologiques s'étageant du Paléogène au Quaternaire),.
Le sol arable n'a guère que 50 cm d'épaisseur posé sur 4 m de tuf argilo-calcaire. Lui succède un banc de 50 cm d'épaisseur de cailloux rouges posé sur une épaisse couche de Grès de Fontainebleau.

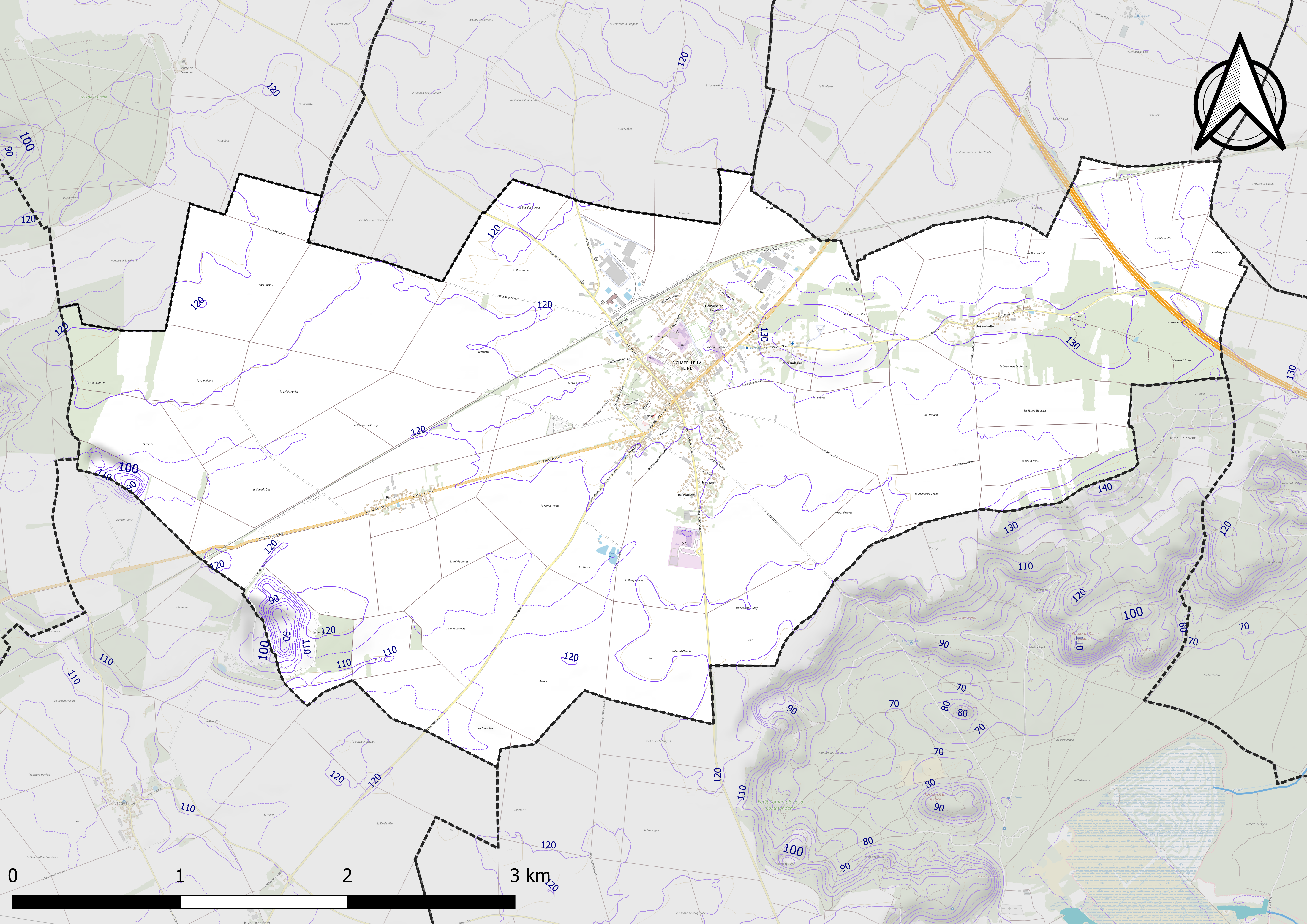
Carte du relief de La Chapelle-la-Reine.
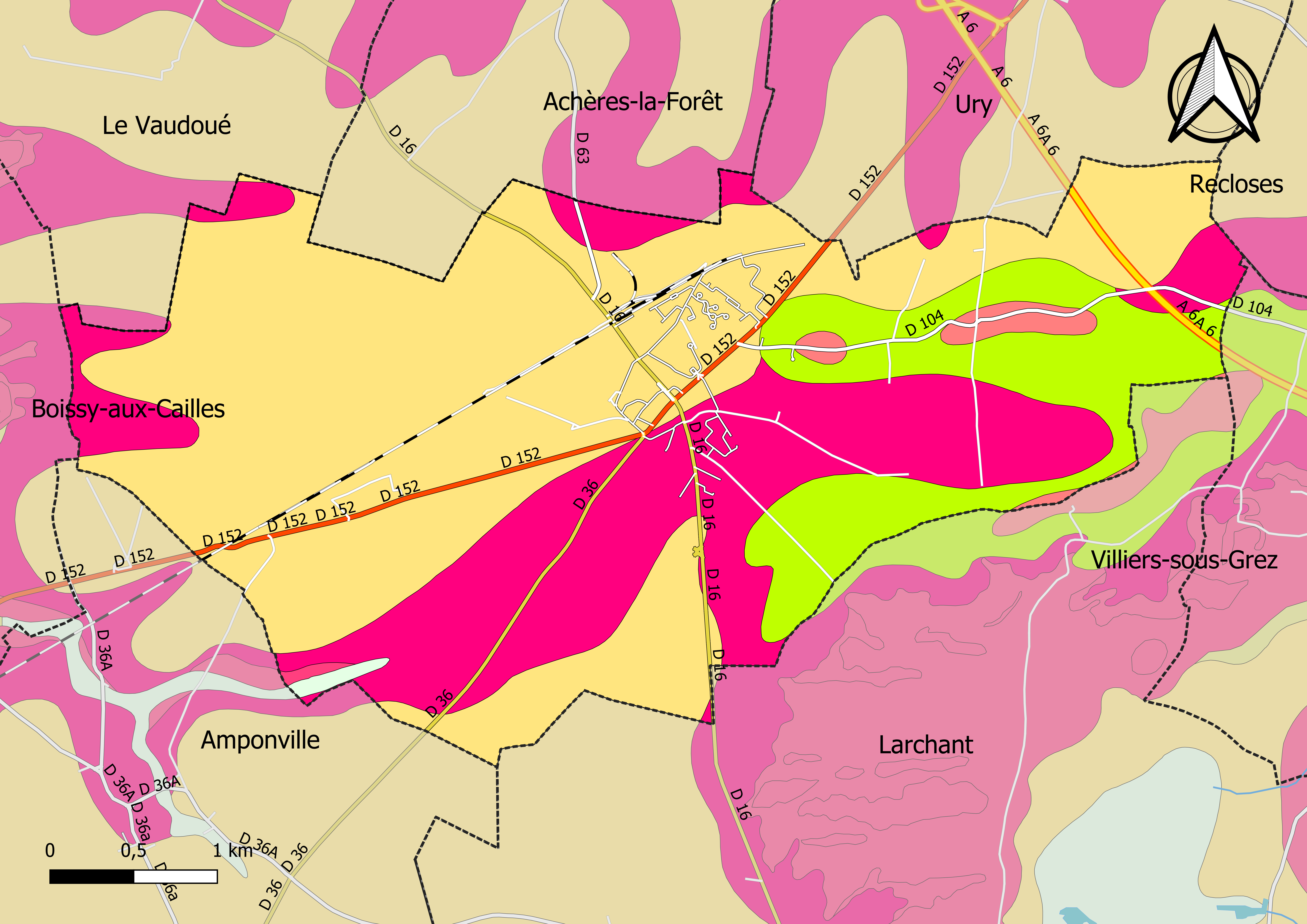
Carte géologique vectorisée et harmonisée de La Chapelle-la-Reine.

|  | LP : | Limon des plateaux de composition argilo-marneuse.                |
|  | Fz : | Alluvions récentes : limons, argiles, sables, tourbes localement. |

|  | m1MG :  | Molasse du Gâtinais, Marnes vertes de Neuville-sur-Essonne (Loiret). |
|  | m1CPi : | Calcaire de Beauce, Calcaire de Pithiviers (Loiret).                 |

|  | g1CE : | Calcaire d'Étampes, meulières, marnes, calcaires du Gâtinais.                                        |
|  | g1GF : | Grès de Fontainebleau en place ou remaniés (grésification quaternaire de sables stampiens dunaires). |
|  | g1SF : | Sables de Fontainebleau, accessoirement grès en place ou peu remanié (versant).                      |

### Hydrographie
La commune n’est traversée par aucun cours d'eau.
La nappe phréatique est très profonde et les puits pour l'atteindre aussi. En 1523, on donne 32 toises à celui de la place, soit environ 58 m. De ce fait, les puits autrefois étaient peu nombreux et l'eau était une denrée rare. On recueillait l'eau de pluie et les fermes étaient équipées de citernes souterraines pour la stocker ainsi que pour l'abreuvement des animaux.

### Climat
Pour des articles plus généraux, voir Climat de l'Île-de-France et Climat de Seine-et-Marne.
En 2010, le climat de la commune est de type climat océanique dégradé des plaines du Centre et du Nord, selon une étude du CNRS s'appuyant sur une série de données couvrant la période 1971-2000. En 2020, Météo-France publie une typologie des climats de la France métropolitaine dans laquelle la commune est exposée à un climat océanique altéré et est dans la région climatique Sud-ouest du bassin Parisien, caractérisée par une faible pluviométrie, notamment au printemps (120 à 150 mm) et un hiver froid (3,5 °C).
Pour la période 1971-2000, la température annuelle moyenne est de 10,7 °C, avec une amplitude thermique annuelle de 15,7 °C. Le cumul annuel moyen de précipitations est de 659 mm, avec 10,6 jours de précipitations en janvier et 7,5 jours en juillet. Pour la période 1991-2020, la température moyenne annuelle observée sur la station météorologique la plus proche, située sur la commune de Saint-Pierre-lès-Nemours à 10 km à vol d'oiseau, est de 11,4 °C et le cumul annuel moyen de précipitations est de 697,6 mm,. Pour l'avenir, les paramètres climatiques de la commune estimés pour 2050 selon différents scénarios d'émission de gaz à effet de serre sont consultables sur un site dédié publié par Météo-France en novembre 2022.

### Milieux naturels et biodiversité

#### Espaces protégés
La protection réglementaire est le mode d’intervention le plus fort pour préserver des espaces naturels remarquables et leur biodiversité associée,.
Dans ce cadre, la commune fait partie d'un espace protégé, le Parc naturel régional du Gâtinais français, créé en 1999 et d'une superficie de 75 567 ha. D’une grande richesse en termes d’habitats naturels, de flore et de faune, il est un maillon essentiel de l’Arc sud-francilien des continuités écologiques (notamment pour les espaces naturels ouverts et la circulation de la grande faune),.
La réserve de biosphère « Fontainebleau et Gâtinais », créée en 1998 et d'une superficie totale de 150 544 ha, est un autre espace protégé présent sur la commune. Cette réserve de biosphère, d'une grande biodiversité, comprend trois grands ensembles : une grande moitié ouest à dominante agricole, l’emblématique forêt de Fontainebleau au centre, et le Val de Seine à l’est. La structure de coordination est l'Association de la Réserve de biosphère de Fontainebleau et du Gâtinais, qui comprend un conseil scientifique et un Conseil Éducation, unique parmi les Réserves de biosphère françaises,,,.

#### Réseau Natura 2000

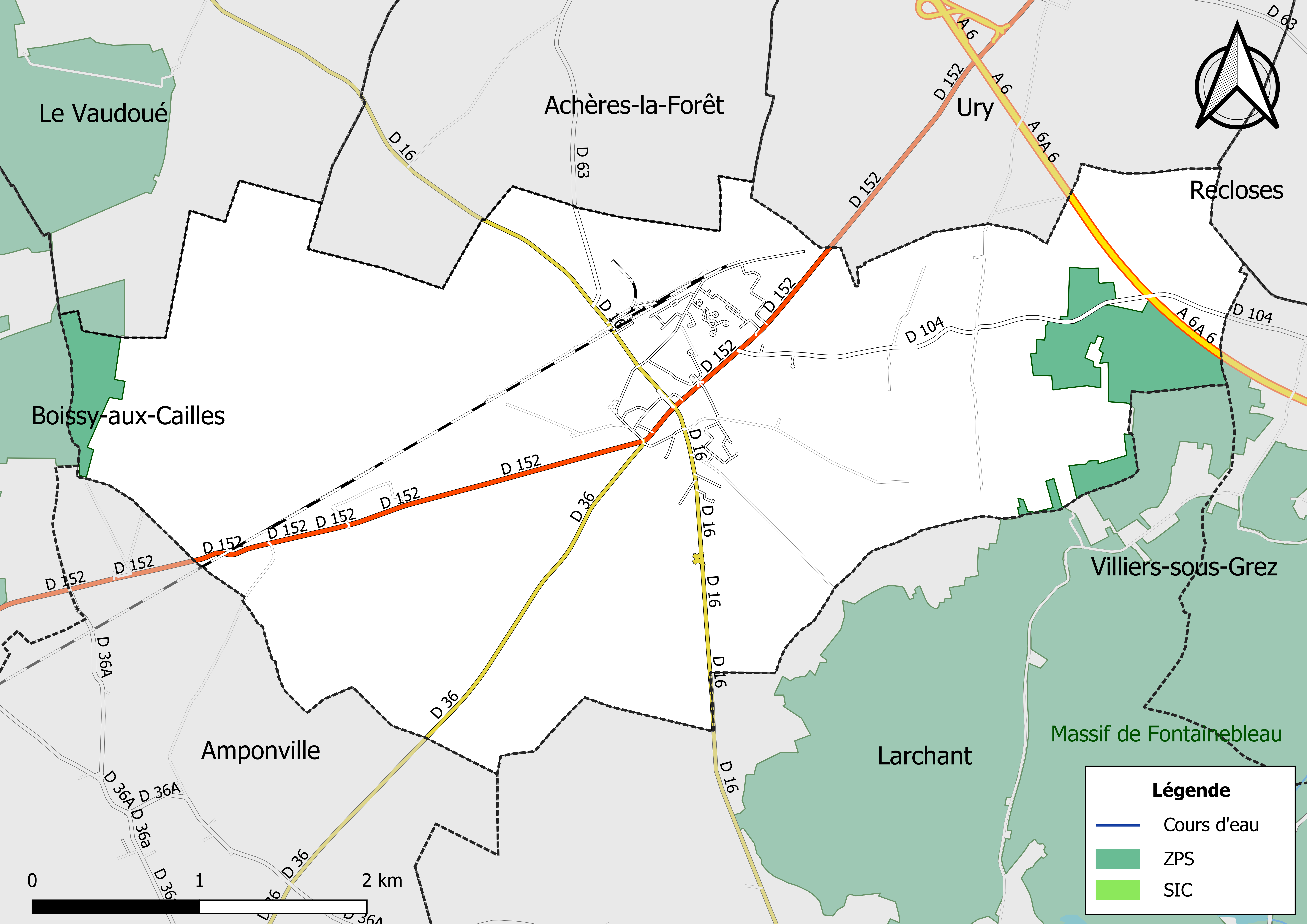
Sites Natura 2000 sur le territoire communal.

Le réseau Natura 2000 est un réseau écologique européen de sites naturels d’intérêt écologique élaboré à partir des Directives « Habitats » et « Oiseaux ». Ce réseau est constitué de Zones spéciales de conservation (ZSC) et de Zones de protection spéciale (ZPS). Dans les zones de ce réseau, les États Membres s'engagent à maintenir dans un état de conservation favorable les types d'habitats et d'espèces concernés, par le biais de mesures réglementaires, administratives ou contractuelles.
Un site Natura 2000 a été défini sur la commune, tant au titre de la « directive Habitats » que de la « directive Oiseaux » :le « Massif de Fontainebleau ». Cet espace constitue le plus ancien exemple français de protection de la nature. Les alignements de buttes gréseuses alternent avec les vallées sèches. Les conditions de sols, d'humidité et d'expositions sont très variées. La forêt de Fontainebleau est réputée pour sa remarquable biodiversité animale et végétale. Ainsi, elle abrite la faune d'arthropodes la plus riche d'Europe (3 300 espèces de coléoptères, 1 200 de lépidoptères) ainsi qu'une soixantaine d'espèces végétales protégées.

## Urbanisme

### Typologie
Au 1er janvier 2024, La Chapelle-la-Reine est catégorisée bourg rural, selon la nouvelle grille communale de densité à sept niveaux définie par l'Insee en 2022.
Elle appartient à l'unité urbaine de La Chapelle-la-Reine, une unité urbaine monocommunale constituant une ville isolée,. Par ailleurs la commune fait partie de l'aire d'attraction de Paris, dont elle est une commune de la couronne,. Cette aire regroupe 1 929 communes,.

### Occupation des sols
En 2018, l'occupation des sols de la commune, telle qu'elle ressort de la base de données européenne d’occupation biophysique des sols Corine Land Cover (CLC), est marquée par l'importance des terres arables (80,51 %) en diminution par rapport à 1990 (84,39 %). La répartition détaillée est la suivante : terres arables (80,51 %) ; zones urbanisées (8,66 %) ; forêts (5,49 %) ; zones agricoles hétérogènes (4,23 %) ; mines, décharges et chantiers (1,12 %),,.
| Type d’occupation | 1990        | 1990    | 2018        | 2018    | Bilan     |
| --- | ----------- | ------- | ----------- | ------- | --------- |
| Territoires artificialisés (zones urbanisées, zones industrielles ou commerciales et réseaux de communication, mines, décharges et chantiers, espaces verts artificialisés ou non agricoles) | 89,70 ha    | 5,61 %  | 156,27 ha   | 9,78 %  | 66,57 ha  |
| Territoires agricoles (terres arables, cultures permanentes, prairies, zones agricoles hétérogènes)                                                                                          | 1 420,98 ha | 88,90 % | 1 354,42 ha | 84,73 % | −66,57 ha |
| Forêts et milieux semi-naturels (forêts, milieux à végétation arbustive et/ou herbacée, espaces ouverts sans ou avec peu de végétation)                                                      | 87,74 ha    | 5,49 %  | 87,74 ha    | 5,49%   | 0 ha      |

Parallèlement, L'Institut Paris Région, agence d'urbanisme de la région Île-de-France, a mis en place un inventaire numérique de l'occupation du sol de l'Île-de-France, dénommé le MOS (Mode d'occupation du sol), actualisé régulièrement depuis sa première édition en 1982. Réalisé à partir de photos aériennes, le MOS distingue les espaces naturels, agricoles et forestiers mais aussi les espaces urbains (habitat, infrastructures, équipements, activités économiques, etc.) selon une classification pouvant aller jusqu'à 81 postes, différente de celle de Corine Land Cover,,. L'Institut met également à disposition des outils permettant de visualiser par photo aérienne l'évolution de l'occupation des sols de la commune entre 1949 et 2018.

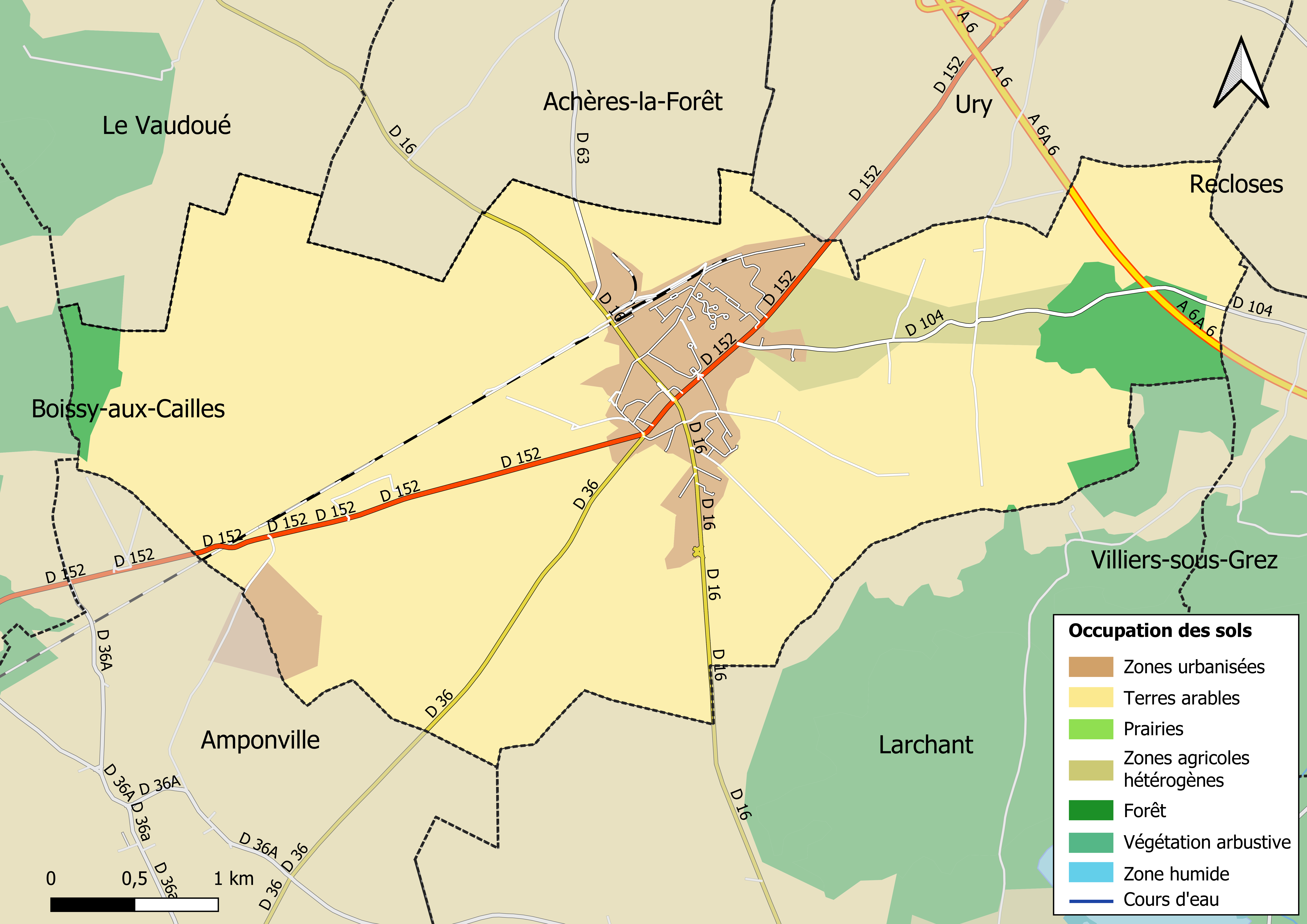
Carte de l'occupation des sols de la commune.
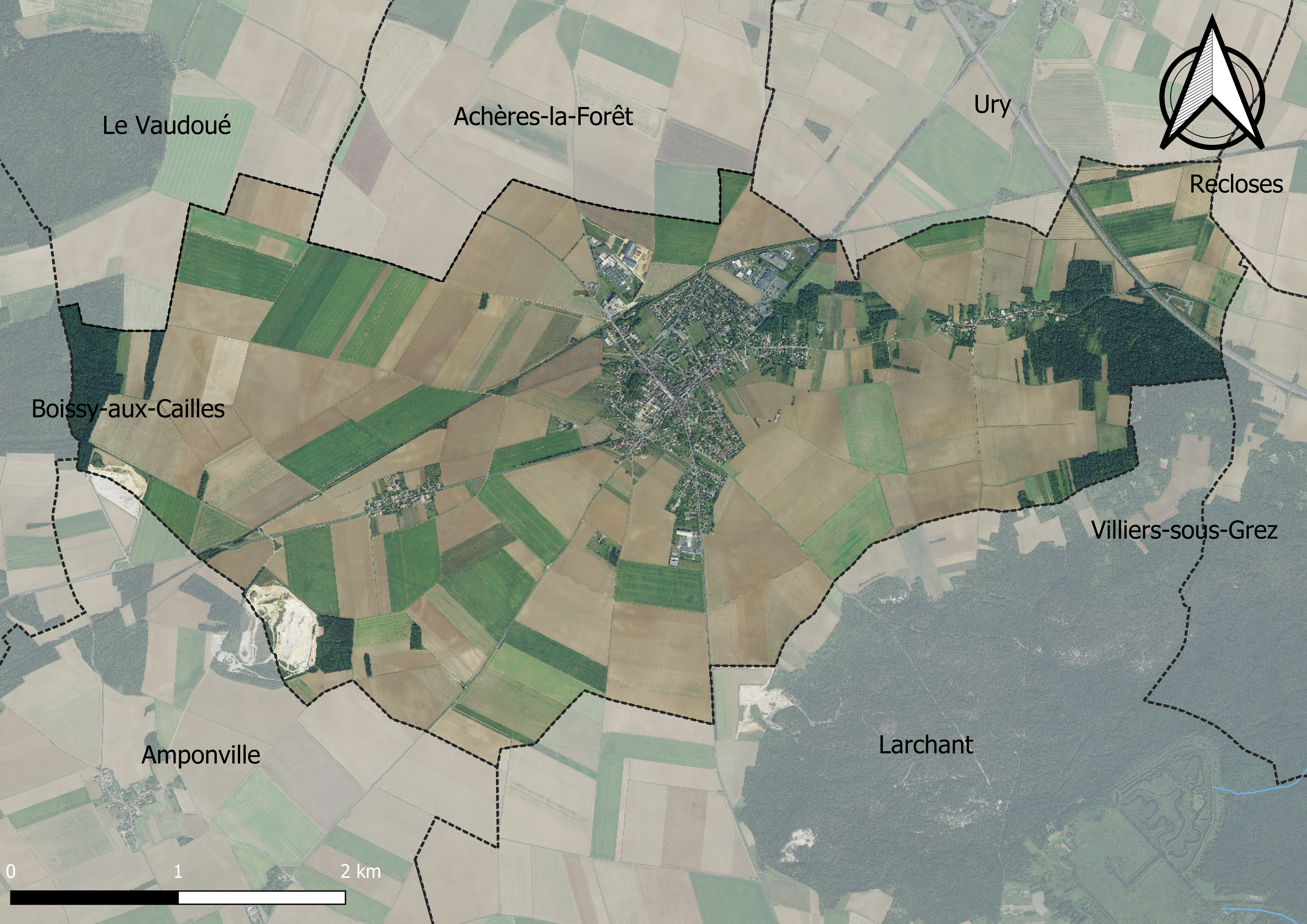
Carte orhophotogrammétrique de la commune.

### Lieux-dits et écarts

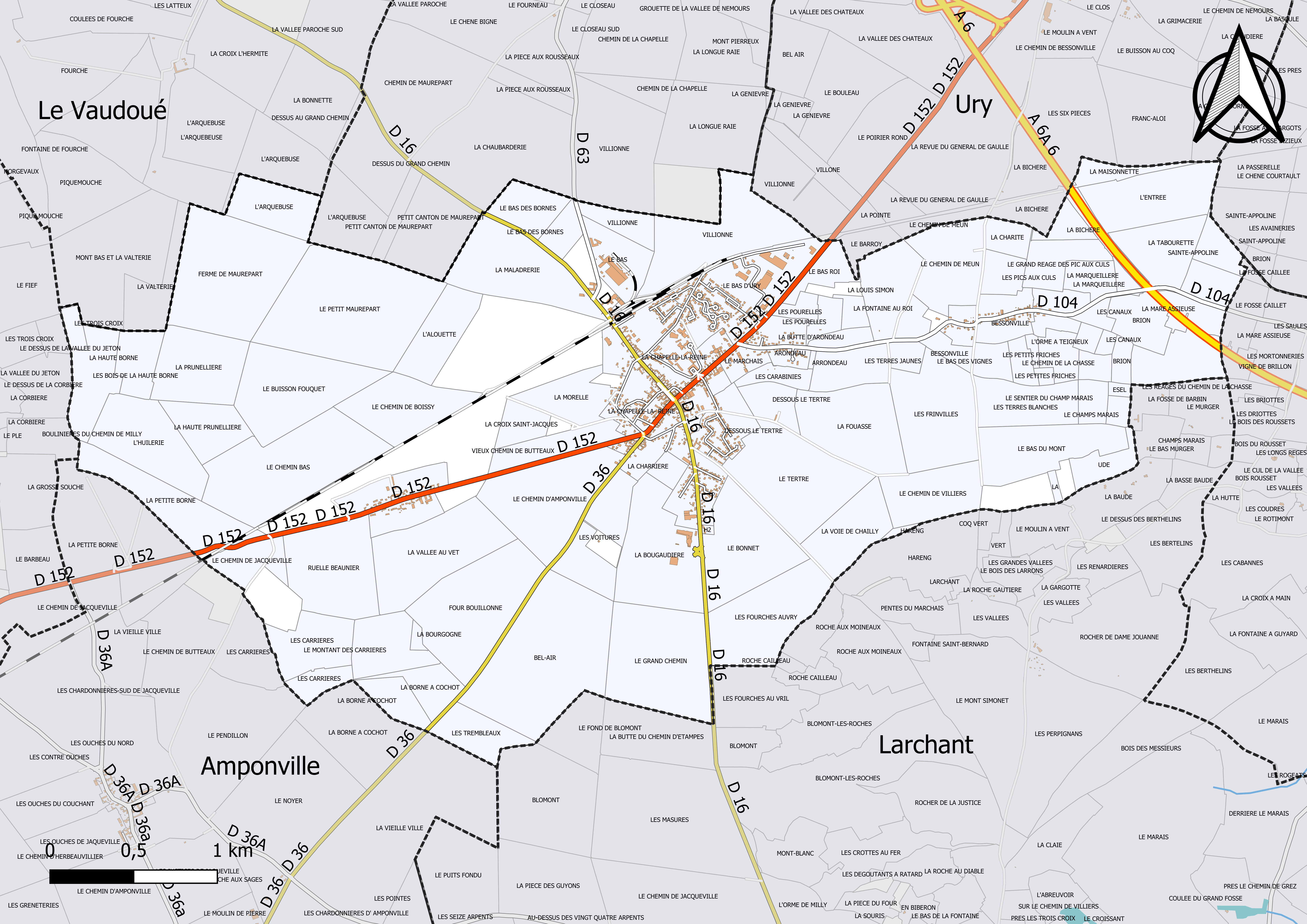
Carte du cadastre de la commune de La Chapelle-la-Reine.

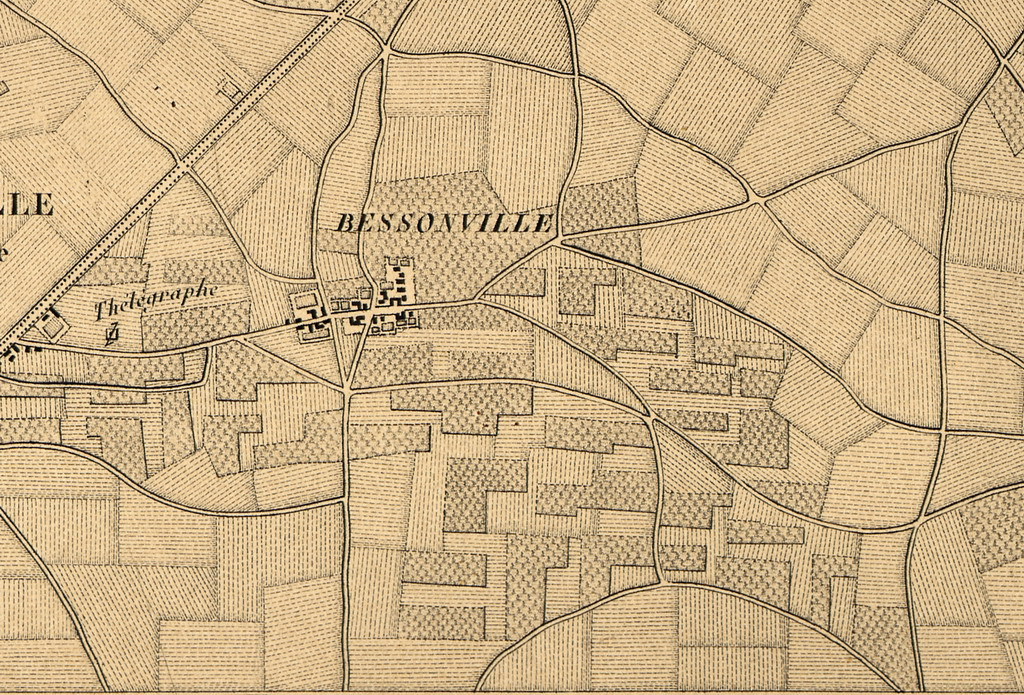
Bessonville en 1805.

La commune compte 97 lieux-dits administratifs répertoriés consultables ici (source : le fichier Fantoir).
Deux hameaux font partie de la commune de La Chapelle-la-Reine : Bessonville et Butteaux. Il s'agit d'anciens ensembles de fermes proches des cultures. Il y subsiste encore quelques fermes devenues pour la plupart des logements d'habitation et des résidences secondaires.
Le hameau de Bessonville est situé sur une hauteur au nord-est du bourg. Sa raison d'être était sa situation au milieu des vignes comme le montrent les cartes anciennes. Aujourd'hui les vignes ont disparu, les terres sont devenues agricoles. À l'exception des fermes, les bâtiments sont des résidences. Il n'y a pas de commerces.
Le hameau de Butteaux, situé à l'est du bourg, a une vocation essentiellement agricole. Sur environ 500 m de longueur, il est situé de part et d'autre de l’ancienne route nationale qui reliait Fontainebleau à Orléans.
Un ancien hameau a complètement disparu depuis quelques centaines d'années, il s'agit de Blomond qui se situait à la limite de la forêt en contrebas de la route de La Chapelle à Larchant. Il reste encore quelques ruines.

### Morphologie urbaine
La plupart des bâtiments du centre-ville datent du XVIIIe siècle et du XIXe siècle. C'est le cas de la mairie et de l'ancienne école construites pendant la première moitié du XIXe siècle. Les façades des maisons du centre ont été modifiées au XIXe siècle car beaucoup n'étaient pas à l'alignement, or l'élargissement de la route royale a nécessité leurs destruction et reconstruction.
À l'exception de quelques maisons, l'architecture est assez homogène. Les constructions sont en grès et pierres calcaires et ne dépassent pas deux étages. Les toits sont droits et les tuiles sont plates. À l'origine, les pierres étaient recouvertes d'un enduit gris à la chaux. Au cours de la deuxième partie du XXe siècle, l'enduit des murs est généralement enlevé afin de laisser les pierres apparentes.

### Logements
En 2009, le nombre total de logements était de 1 004 dont 728 maisons individuelles (72,5 %) et de 276 appartements (27,5 %). Ces logements étaient constitués de 944 résidences principales (94,1 %), 21 résidences secondaires (2,1 %) et 38 logements vacants (6 %).

### Voies de communication et transports

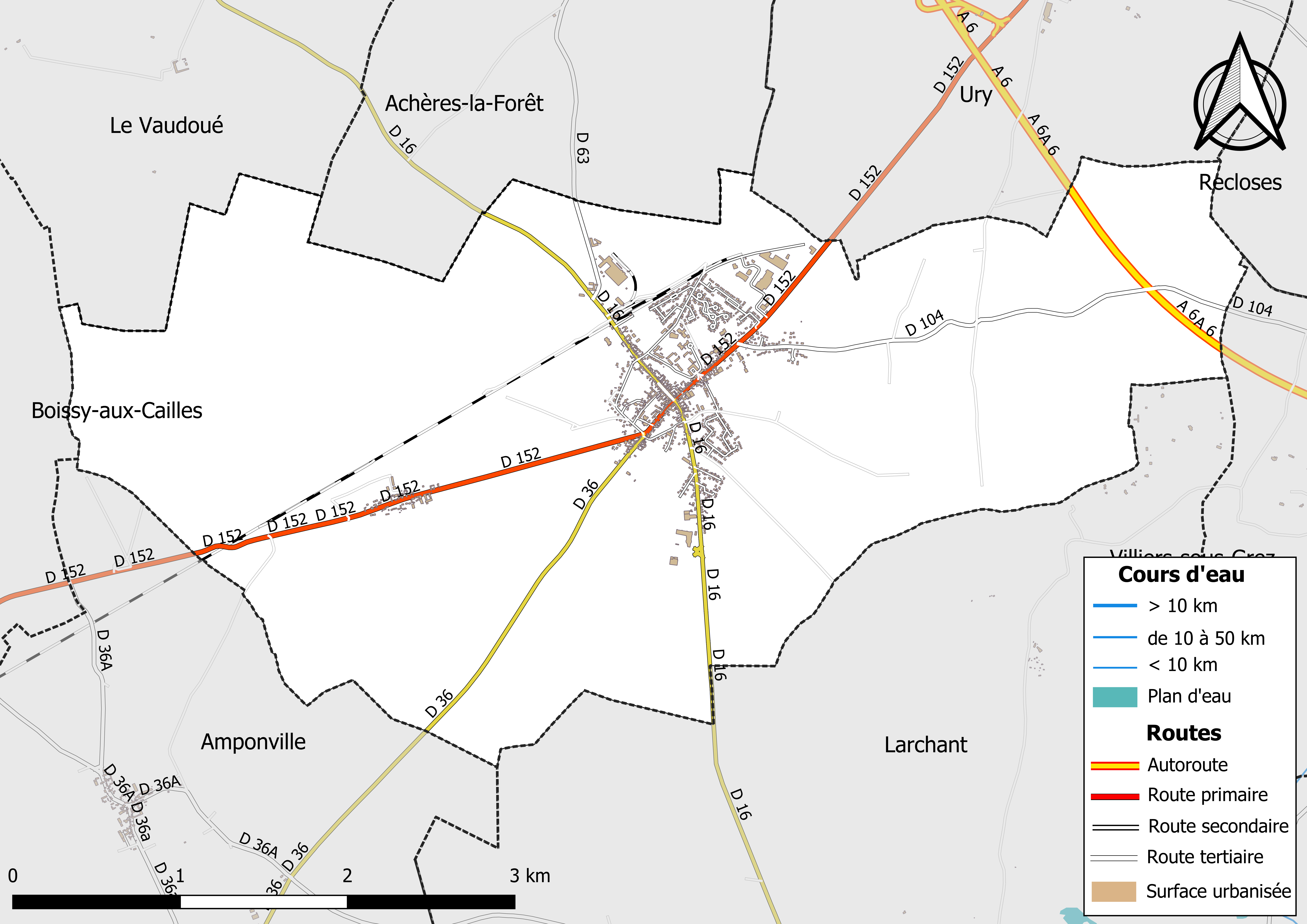
Carte du réseau routier de la commune de La Chapelle-la-Reine.

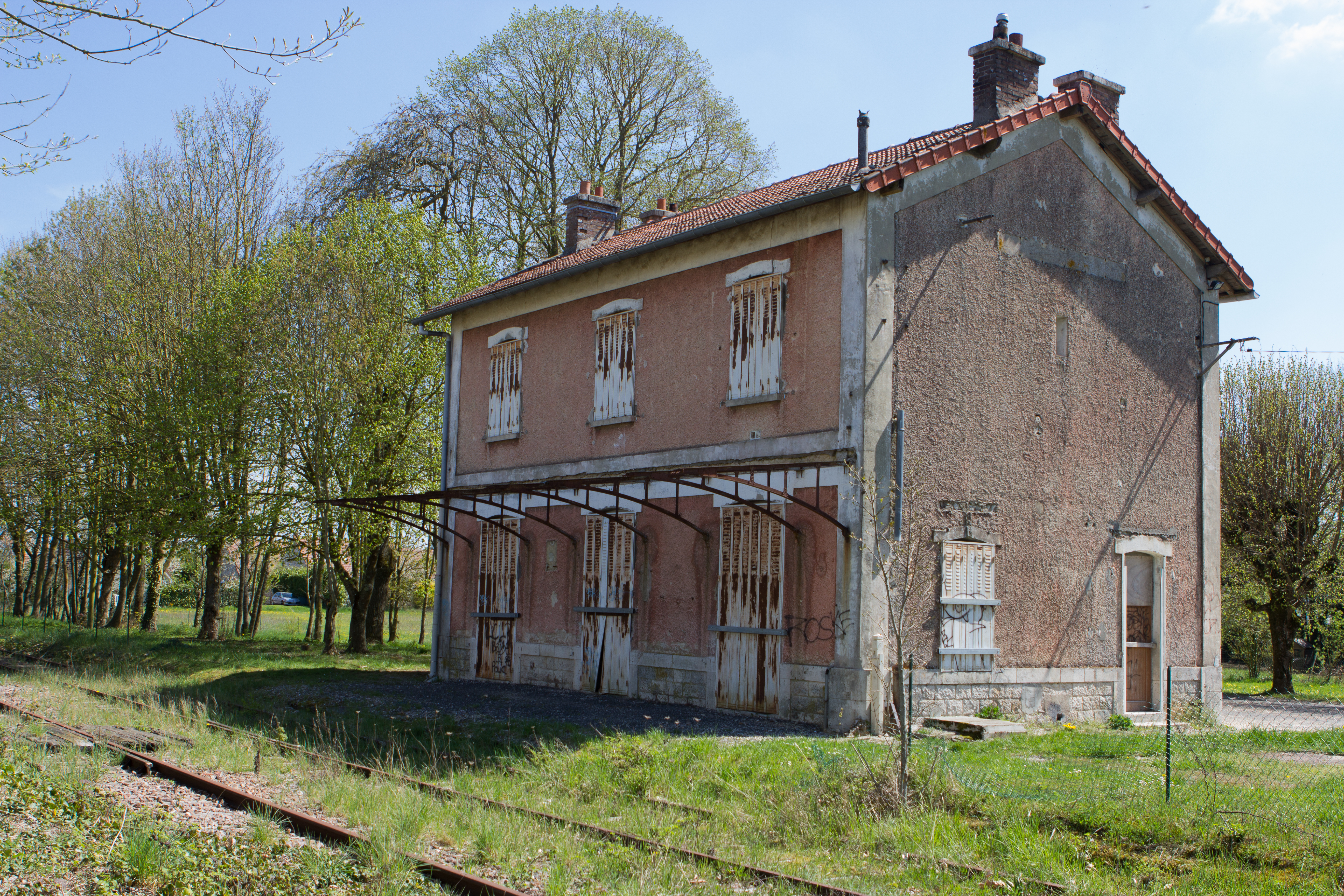
La ligne ferroviaire et l'ancien bâtiment voyageurs de la gare.

#### Voies de communication
Plusieurs routes départementales relient La Chapelle-la-Reine aux communes voisines : 
- la D 152 (ancienne route nationale 152) qui traverse la commune d'est en ouest et relie Fontainebleau à Orléans ;
- la D 16, qui traverse la commune du nord au sud et relie Milly-la-Forêt à Nemours ;
- la D 36, vers le sud-ouest en direction de Puiseaux ;
- la D 64, vers le nord, en direction de Melun.

La Chapelle-la-Reine est accessible par le diffuseur no 14 de l'autoroute A6 situé à 4 km au nord-est du bourg.
L'ancienne ligne ferroviaire de Bourron-Marlotte - Grez à Malesherbes traverse le territoire de la commune d'est en ouest. La ligne est en grande partie neutralisée, seule la section de La Chapelle-la-Reine à Malesherbes reste exploitée en trafic fret pour le transport de sable en provenance de diverses carrières situées à proximité de la ligne. La gare de La Chapelle-la-Reine est fermée au trafic voyageurs depuis le  1er août 1937.

#### Transports
Les gares les plus proches sont celles de Bourron-Marlotte - Grez, de Nemours - Saint-Pierre et de Malesherbes, situées respectivement à 10 km à l'est, à 13 km au sud-est, et à 14 km à l'ouest de La Chapelle-la-Reine.
Les lignes de bus 4001, 4003, 4008 et 4013 du réseau de bus Fontainebleau - Moret et les lignes 4004, 4005, 4006 et 4007 du réseau de bus Vallée du Loing - Nemours desservent la Chapelle-la-Reine et la relie aux villes voisines.

## Toponymie

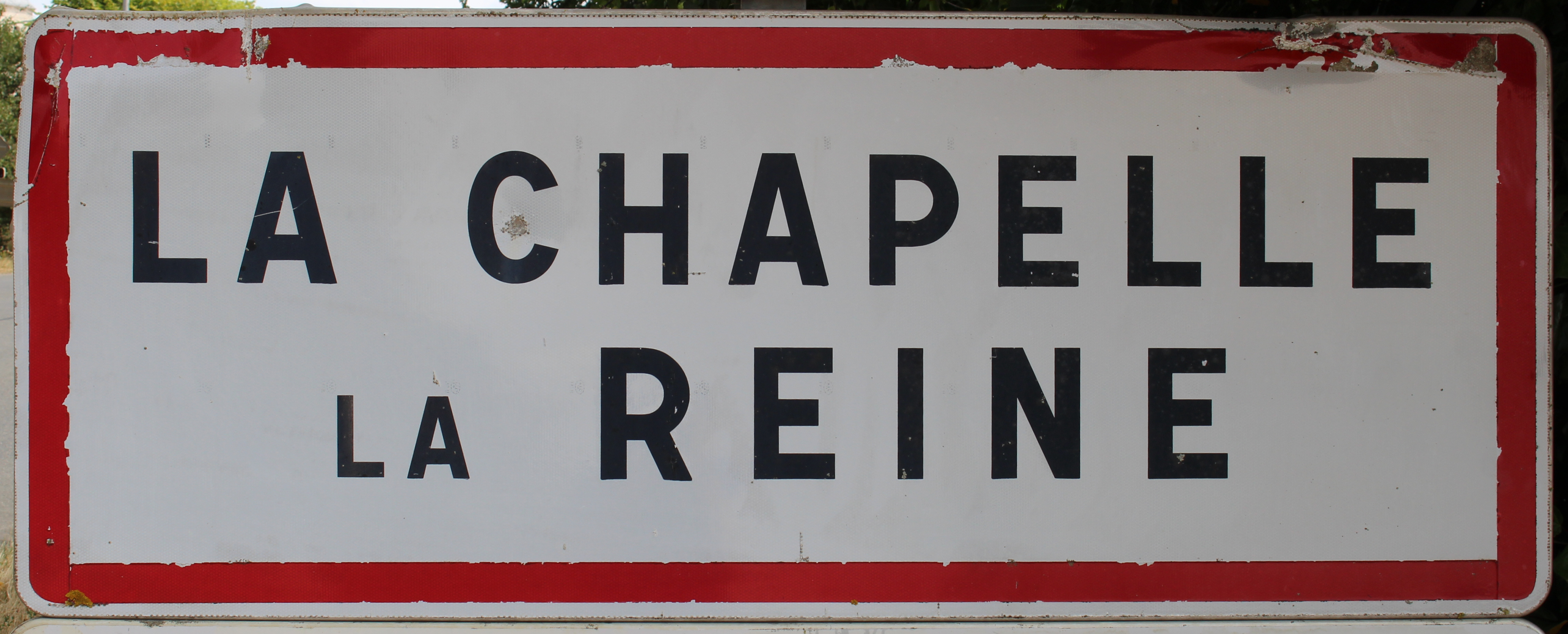
Panneau d'entrée dans la commune.

L'origine du nom de La Chapelle-la-Reine est religieuse. La Villa Capella ou Capella Gastinedi est mentionnée pour la première fois dans un texte de 1154 que l'on peut traduire « la Chapelle-en-Gâtinais ». Probablement, c'est le prieuré simple de l'ordre de Saint Benoît situé près de l'église actuelle qui lui donne le nom de « La Chapelle-la-Reine ». En 1792, le nom redevient « en-Gâtinais » puis « la Chapelle-Égalité » en 1797, « la Chapelle-Sainte-Geneviève » et en l'An II « La Chapelle » tout simplement et enfin de nouveau « La Chapelle-la-Reine ».
Toponyme composé de chapelle et de reine, probablement en référence à la Vierge Marie, Regina Cœli (« reine du ciel »).

## Histoire
La présence humaine sur le territoire de la commune est attestée dès le Néolithique comme en témoigne le menhir de la Haute Borne. Différents endroits de la commune recèlent encore des outils de chasseurs préhistoriques tels que des coups de poing et des haches de pierre. Un petit établissement agricole gallo-romain était implanté au lieu-dit le Bas-d’Ury du Ier au IVe siècle.
Le village proprement dit existe depuis le haut Moyen Âge. La seigneurie appartient alors au comte du Gâtinais puis au roi de France du XIe au XIVe siècle. En 1186, Philippe-Auguste accorde à ses habitants une charte de franchise. Au Moyen Âge, le village est fortifié, entouré de fossés et de murs percés de quatre portes, et surveillé par un guetteur installé dans le clocher. Le village est néanmoins totalement dévasté et rendu presque désert pendant la guerre de Cent Ans avant d’être repeuplé par des paysans venus du Val-de-Loire. L’église est agrandie dans la seconde moitié du XVe siècle. Différentes familles de seigneurs se succèdent ensuite jusqu’à la Révolution.
À partir du XVIIe siècle le village est traversé par la route royale de Givet à Orléans, l’actuelle RN 152, et abrite pendant plus de deux cents ans un relais de la poste aux chevaux. En 1790, le village devient chef-lieu de canton et loge difficilement ses structures administratives, gendarmerie, justice de paix et perception. Entre 1793 et 1812, la commune porte le nom de La Chapelle-l’Égalité.
Au cours des deux derniers siècles, la commune est le lieu de plusieurs affrontements guerriers, entre les troupes de Napoléon et les Cosaques au cours de l’hiver 1814, pendant la guerre de 1870-1871 où le village a failli être brûlé par les Prussiens et le 22 août 1944, jour de la libération pour les Chapelains qui ont dû subir les tirs d’obus entre les chars allemands et les chars américains. Au début du XXe siècle, le village abrite 870 personnes dont encore beaucoup de vignerons et d'agriculteurs mais aussi des artisans liés aux travaux de la terre et des commerçants de première nécessité.". À partir de 1970, la construction de HLM puis de zones pavillonnaires accroît subitement le chiffre de la population à 2 800 habitants, originaires en majorité de la grande couronne parisienne, où ils continuent à se rendre pour leur travail car l’emploi local est restreint. La bourgade devient pour partie, une cité dortoir du plateau du Gâtinais.

### Charte
Au début du XIIe siècle, ce lieu jouissait d'une grande importance, en effet Philippe Ier échangea avec son oncle Robert-le-Viel, duc de Bourgogne, le comté de Moret contre les moulins de Montereau, les îles de la Seine et la seigneurie de la Chapelle-la-Reine. Il rédigea une charte qui stipulait que « les habitants du lieu, pour quelque crime que ce fût, ne paieraient qu'un blanc d'amende et ne pourraient être soustraits au service du roi plus loin que d'y aller et revenir en un jour coucher en leur maison, et qu'ils seraient exempts de pionniers, pontonages, barrages et autres immunités ».
 Cette charte sera confirmée par Louis VI, Louis VII et Philippe Auguste. C'est en fait une charte qui affranchit les manants de la Chapelle-la-Reine et des alentours. Elle confirme, par exemple, que les habitants « n'iront jamais à l'armée ou en expédition s'ils ne reviennent chez eux d'ici la nuit ». En juillet 1470, Louis XI aussi confirma les lettres de ses prédécesseurs.

Cela ne veut pas dire que les habitants n'avait pas d'obligation, ainsi la charte de Louis le Jeune donne, à perpétuité au chapelain de l'église de Saint-Saturnin à Fontainebleau, trois muids de blé froment, à prendre sur sa grange de la Chapelle.

### Blanche de Castille
Une rue et le collège de la commune portent le nom de cette reine. En effet, la légende veut que la mère de Louis IX, Blanche de Castille (1188-1252) fît construire un oratoire par vénération pour sainte Geneviève et que la commune en prît l'appellation de La-Chapelle-La-Reine.
Si un oratoire a bien été construit, en revanche, en ce qui concerne le nom, d'après les historiens rien n'est plus faux. Ce nom se trouve dans un document authentique de 1173. Pas plus vraie la légende selon laquelle Louis IX partant pour la croisade fit ses adieux à sa mère sur le territoire de Bessonvile au lieu-dit la Fontaine-au-Roi. En effet, on ne trouve aucun séjour de Saint Louis à La Chapelle ni même à Fontainebleau au commencement de l'année 1248 où devraient se placer ces prétendus adieux. D'autres preuves historiques vont dans ce sens.

## Politique et administration

### Vie politique locale

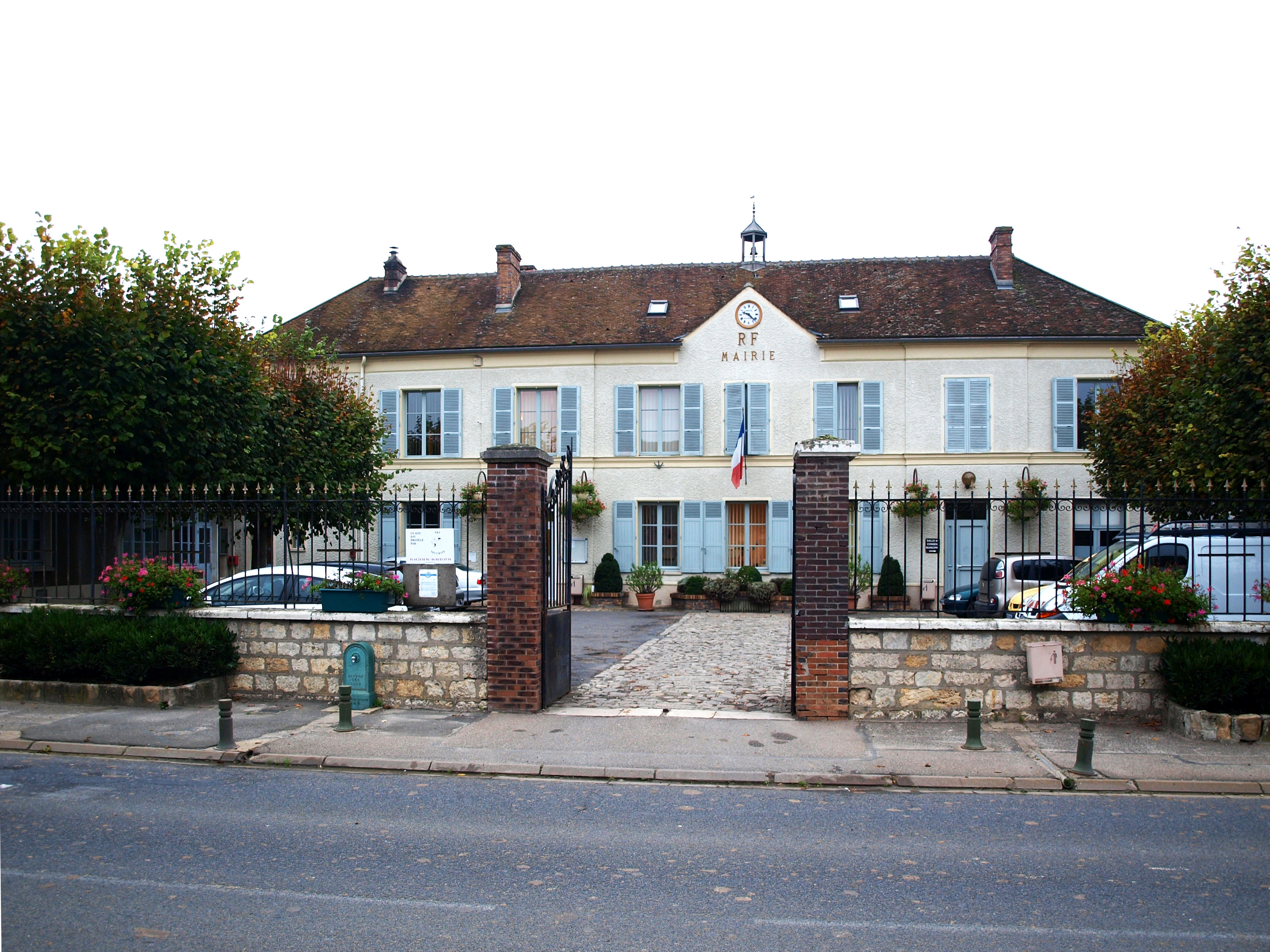
La mairie.

Le maire actuel, Gérard Chanclud, préside le conseil municipal. Le nombre d'habitants de la commune étant compris entre 2 500 et 3 499, le nombre de membres du conseil municipal est de vingt-trois.
La commune de La Chapelle-la-Reine est rattachée administrativement à l’arrondissement de Fontainebleau et politiquement au canton de La Chapelle-la-Reine représenté par le conseiller général Pierre Bacqué (LR) et à la deuxième circonscription de Seine-et-Marne représentée par le député Valérie Lacroute (LR).
La commune de La Chapelle-la-Reine est membre de la communauté de communes des Terres du Gâtinais qui regroupe seize communes et du parc naturel régional du Gâtinais français qui regroupe 69 communes. En outre, La Chapelle-la-Reine fait partie de quatre syndicats intercommunaux (SI) : le SI de collecte et de traitement des résidus ménagers de la vallée du Loing, le SI des transports du canton de La Chapelle-la-Reine, le SI du collège de la Chapelle-la-Reine et le SI d'électrification du Sud-Ouest seine-et-marnais.

### Comptes de la commune
En 2011, la commune disposait d’un budget de 4 434 000 € dont 2 888 000 € de fonctionnement et 1 546 000 € d’investissement, financés à 53,02 % par les impôts locaux avec des taux d’imposition fixés à 23,70 % pour la taxe d'habitation et 19,81 % et 51,31 % pour la taxe foncière sur le bâti et le non-bâti. Cette même année, la dette cumulée de la commune s’élevait à 465 000 €.
L’Insee attribue à la commune le code 77 4 03 088. La commune de La Chapelle-la-Reine est enregistrée au répertoire des entreprises sous le code SIREN 217 700 889. Son activité est enregistrée sous le code APE 8411Z.

### Liste des maires
Le premier véritable maire a été le général Marchand Villionne en 1790. La liste des maires qui ont suivi est très longue. Parmi ceux-ci citons le général Claude Testot-Ferry, Lucien Misier, à la fin du XIXe siècle et le docteur Antoine Battesti.
| Période                                  | Période              | Identité          | Étiquette | Qualité                                                                    |
| ---------------------------------------- | -------------------- | ----------------- | --------- | -------------------------------------------------------------------------- |
| mai 1840                                 | octobre 1848 (décès) | Antoine Leroux    |           | Notaire Conseiller général du canton de La Chapelle-la-Reine (1842 → 1848) |
| Les données manquantes sont à compléter. |                      |                   |           |                                                                            |
| mai 1900                                 | mai 1904             | Antoine Descusse  |           |                                                                            |
| mai 1904                                 | mai 1908             | Arthur Perrichon  |           |                                                                            |
| mai 1908                                 | décembre 1919        | Eugène Paillard   |           | Boucher                                                                    |
| décembre 1919                            | mai 1929             | Antoine Battesti  |           | Médecin                                                                    |
| mai 1929                                 | mai 1935             | Désiré Degas      |           | Huissier                                                                   |
| mai 1935                                 | ?                    | Gustave Deberdt   |           | Notaire                                                                    |
| Les données manquantes sont à compléter. |                      |                   |           |                                                                            |
| octobre 1947                             | mai 1953             | Antoine Battesti  |           |                                                                            |
| mai 1953                                 | mars 1959            | Luis Bernard      |           |                                                                            |
| mars 1959                                | mars 1965            | Clotaire Brécheux |           |                                                                            |
| mars 1965                                | juin 1995            | Léo Moulin        |           | Garagiste                                                                  |
| juin 1995                                | En cours             | Gérard Chanclud   | DVD       | Entrepreneur en maçonnerie retraité                                        |
| Les données manquantes sont à compléter. |                      |                   |           |                                                                            |

### Services publics
La commune dispose d’un bureau de poste.
La sécurité de la commune est assurée par la brigade de gendarmerie nationale de La Chapelle-la-Reine. La commune dispose en outre d'un Centre d'incendie et de secours (CIS).
La Chapelle-la-Reine relève du tribunal d'instance de Fontainebleau, du tribunal judiciaire de Fontainebleau, de la cour d'appel de Paris, du tribunal pour enfants de Melun, du conseil de prud'hommes de Fontainebleau, du tribunal de commerce de Melun, du tribunal administratif de Melun et de la cour administrative d'appel de Paris.

### Jumelages
La commune de la Chapelle-la-Reine n'est actuellement jumelée à aucune ville étrangère.

## Population et société

### Démographie
Ses habitants sont appelés les Chapelains.
L'évolution du nombre d'habitants est connue à travers les recensements de la population effectués dans la commune depuis 1793. Pour les communes de moins de 10 000 habitants, une enquête de recensement portant sur toute la population est réalisée tous les cinq ans, les populations de référence des années intermédiaires étant quant à elles estimées par interpolation ou extrapolation. Pour la commune, le premier recensement exhaustif entrant dans le cadre du nouveau dispositif a été réalisé en 2007.

En 2022, la commune comptait 2 236 habitants, en évolution de −8,62 % par rapport à 2016 (Seine-et-Marne : +3,92 %, France hors Mayotte : +2,11 %).
| 1793  | 1800 | 1806 | 1821 | 1831 | 1836 | 1841 | 1846 | 1851 |
| ----- | ---- | ---- | ---- | ---- | ---- | ---- | ---- | ---- |
| 1 200 | 802  | 829  | 980  | 976  | 923  | 867  | 851  | 870  |

| 1856 | 1861 | 1866 | 1872 | 1876 | 1881 | 1886 | 1891 | 1896 |
| ---- | ---- | ---- | ---- | ---- | ---- | ---- | ---- | ---- |
| 840  | 844  | 844  | 757  | 836  | 859  | 870  | 883  | 862  |

| 1901 | 1906 | 1911 | 1921 | 1926 | 1931 | 1936 | 1946 | 1954 |
| ---- | ---- | ---- | ---- | ---- | ---- | ---- | ---- | ---- |
| 868  | 836  | 828  | 781  | 815  | 821  | 801  | 771  | 716  |

| 1962 | 1968 | 1975  | 1982  | 1990  | 1999  | 2006  | 2007  | 2012  |
| ---- | ---- | ----- | ----- | ----- | ----- | ----- | ----- | ----- |
| 803  | 797  | 1 100 | 1 509 | 2 125 | 2 781 | 2 674 | 2 659 | 2 538 |

| 2017  | 2022  | - | - | - | - | - | - | - |
| ----- | ----- | - | - | - | - | - | - | - |
| 2 418 | 2 236 | - | - | - | - | - | - | - |

Si les chiffres fournis par Cassini, ne posent pas de problème aux XIXe et XXe siècles, en revanche le chiffre de l'année 1793 semble trop fort par rapport à d'autres sources. La valeur est plutôt de l'ordre de 800. On voit d'autre part la très forte augmentation de la population à partir des années 1970.

### Enseignement

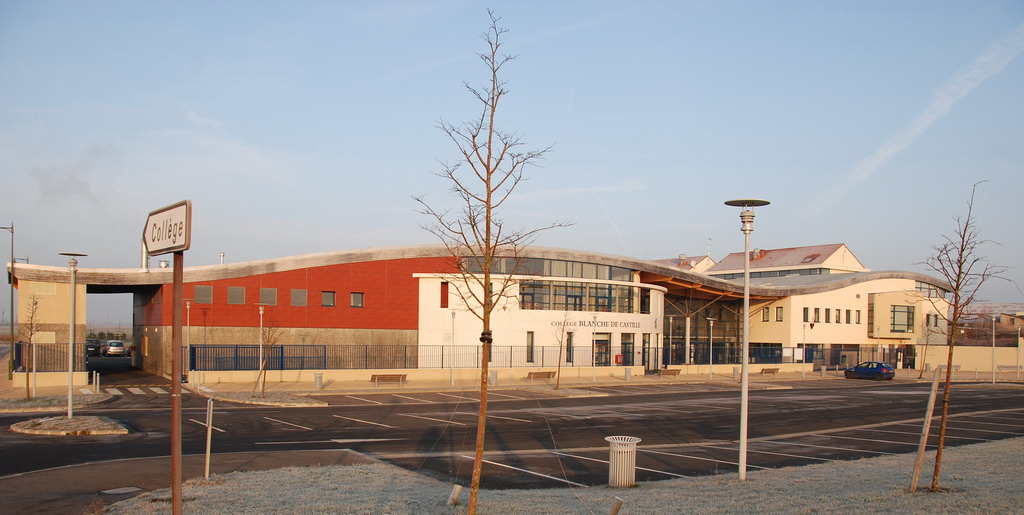
Le collège Blanche-de-Castille.

La Chapelle-la-Reine est située dans l'académie de Créteil. La ville administre une école maternelle, l'école Léo-Moulin, et une école élémentaire, l'école Pierre-Prévost-Carnot. Le département gère le collège Blanche-de-Castille situé à La Chapelle-la-Reine.

### Santé
Aucun établissement de santé n’est implanté dans la commune. Les centres hospitaliers les plus proches sont ceux de Nemours et de Fontainebleau. La commune dispose cependant d'un centre de santé regroupant, entre autres, des infirmières et des kinésithérapeutes. Trois médecins, deux cabinets dentaires et une pharmacie sont installés dans la commune. Il y a aussi une clinique vétérinaire.

### Sports
La Chapelle-la-Reine possède un terrain de football, un dojo, et un gymnase permettant la pratique du tennis en hiver et du basket.
L'Entente Sportive de la Forêt a son siège à La Chapelle-la-Reine, en revanche les sports sont pratiqués dans plusieurs communes du canton selon la disponibilité des stades ou des salles. Les principales sections sont : le football, le tennis, le judo, la danse et la gymnastique adulte, ainsi que le karaté, le VTT, le tai-chi-chuan et le yoga. Le Karaté Judo Club de la Chapelle-la-Reine, quant à elle, propose les activités suivantes : le karaté, le baby arts martiaux[Quoi ?], le judo, le body karaté[Quoi ?], le jujitsu.

### Manifestations culturelles et festivités

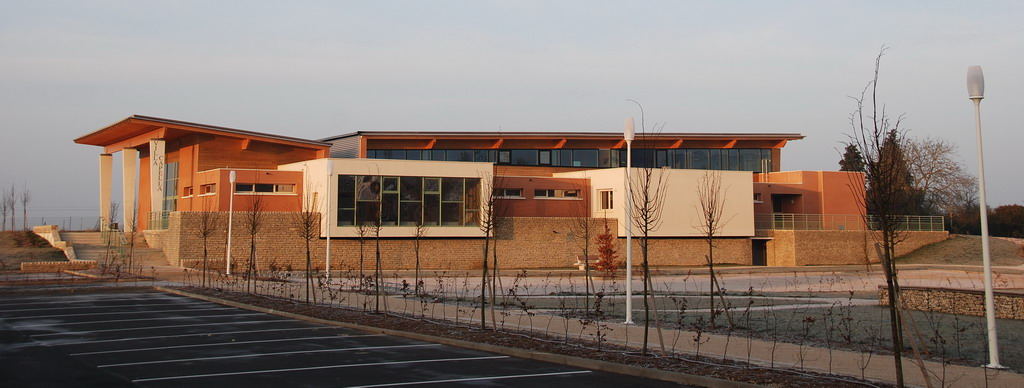
Salle polyvalente Villa-Capella.

La ville dispose d'une salle polyvalente, la salle Villa Capella.
Une association cantonale, les « Amis du Patrimoine », qui a son siège et ses locaux à La Chapelle-la-Reine, a pour objectif de répertorier les objets, les écrits et les histoires orales locales. Elle diffuse le résultat de ses recherches sous différentes formes : un journal annuel (Le Passé Présent), des expositions et des conférences. La dernière exposition, qui a eu lieu en mai 2011 à Guercheville, faisait le point sur le « petit patrimoine rural » du canton.
Un livre "De Capella Regina à La Chapelle-la-Reine" regroupant 17 articles sur l'histoire du village a été édité en 2014. Il est disponible à la bibliothèque municipale.
Le marché hebdomadaire a lieu le mardi matin et un marché de Noël est organisé chaque année par la municipalité.

### Médias
Le quotidien régional Le Parisien, dans son édition locale Seine-et-Marne, ainsi que l’hebdomadaire La République de Seine-et-Marne, relatent les informations locales. La commune est en outre dans le bassin d’émission des chaînes de télévision France 3 Paris Île-de-France et d'IDF1. L’information institutionnelle est assurée par plusieurs publications périodiques :  l’Abeille du Parc, magazine d’information du parc naturel régional du Gâtinais français ; Seine-et-Marne Magazine, mensuel diffusé par le conseil général de Seine-et-Marne et le Journal du Conseil régional, bimensuel diffusé par le conseil régional d'Île-de-France.

### Cultes

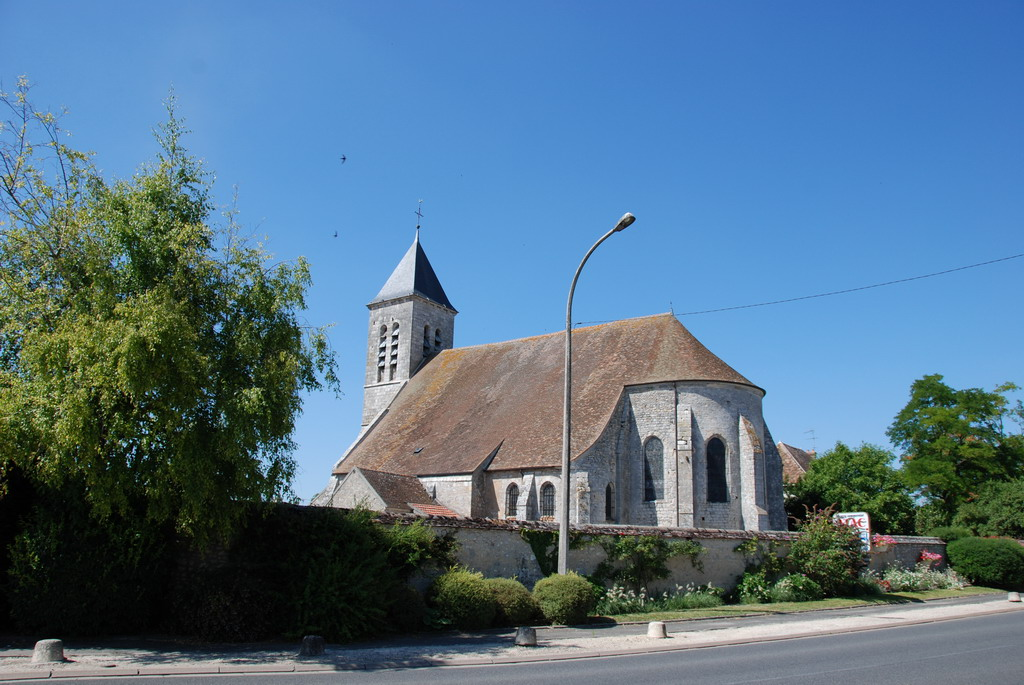
L'église Sainte-Geneviève.

La commune de La Chapelle-la-Reine fait partie de la paroisse catholique « Pôle missionnaire de Nemours » au sein du diocèse de Meaux. Elle dispose de l'église Sainte-Geneviève.

## Économie

### Emplois, revenus et niveau de vie
En 2009, la population active de La Chapelle-la-Reine est de 1 715 personnes pour une population totale de 2 625 habitants, soit 65,33 % de la population de la commune. La population active occupée (ayant un emploi) est de 1 170 personnes et la population active inoccupée (au chômage) est de 112 personnes. Le taux de chômage étant de 6,5 % de la population active.
|                           | Nb. Personnes | Pourcentage |
| Actifs                    | 1282          | 74,80 %     |
| Actifs ayant un emploi    | 1170          | 68,20 %     |
| Chômeurs                  | 112           | 6,50 %      |
| Inactifs                  | 433           | 25,20 %     |
| Élèves, étudiants         | 194           | 11,30 %     |
| Retraités ou préretraités | 122           | 7,10 %      |
| Autres inactifs           | 118           | 6,90 %      |

Parmi la population active de La Chapelle-la-Reine, la catégorie des employés est la catégorie socioprofessionnelle la plus représentée avec 39,0 % de la population. Puis, viennent les professions intermédiaires (20,54 %) et les ouvriers (19,5 %).
|                                            | Nb. Personnes | Pourcentage |
| Ensemble                                   | 805           | 100,0%      |
| Agriculteurs exploitants                   | 12            | 1,5 %       |
| Artisans, commerçants, chefs d'entreprise  | 57            | 7,1 %       |
| Cadres et professions intellectuelles sup. | 101           | 12,5 %      |
| Professions intermédiaires                 | 164           | 20,4 %      |
| Employés                                   | 314           | 39,0 %      |
| Ouvriers                                   | 157           | 19,5 %      |

Les taux d’emplois des deux principales catégories socioprofessionnelles (employés et professions intermédiaires) se retrouvent dans la répartition des emplois par secteurs d’activité puisque les emplois dans le secteur de l'administration publique, de l'enseignement, de la santé et de l'action sociale (41,7 %) et ceux du secteur du commerce, des transports et services divers (31,0 %) représentent à eux deux 72,7 % des emplois.
|                                                              | Nb. Personnes | Pourcentage |
| Ensemble                                                     | 805           | 100,0%      |
| Agriculture                                                  | 12            | 1,5 %       |
| Industrie                                                    | 167           | 20,8 %      |
| Construction                                                 | 41            | 5,0 %       |
| Commerce, transports, services divers                        | 249           | 31,0 %      |
| Administration publique, enseignement, santé, action sociale | 336           | 41,7 %      |

En 2009, le nombre de foyers fiscaux était de 1 301. Le revenu net imposable moyen dans la commune s’élevait à 23 316 €, 58,6 % des foyers fiscaux étaient assujettis à l’impôt sur le revenu et l'impôt moyen était de 866 €.
Toujours en 2009, 66,3 % des ménages Chapelains étaient propriétaires de leur logement et 30,2 % étaient locataires.

### Agriculture et élevage
Jusqu'au XXe siècle, l'activité économique de La Chapelle-la-Reine est essentiellement agricole et surtout viticole. En 1848, la commune compte 95 vignerons et 45 agriculteurs sur une population de 220 hommes adultes. Actuellement[Quand ?], l'activité économique est diversifiée. Elle dispose d'un pôle agricole lié à la qualité des terres proches de la Beauce et de la Brie, d'une coopérative agricole et des silos drainant les productions d'une partie du canton.
L'activité agricole consiste principalement en la production de céréales et de betteraves, et en quelques cultures fourragères. L'élevage bovin et ovin est pratiquement inexistant.

### Commerces et industries
Un petit centre commercial dessert les communes limitrophes. Deux zones d'activité industrielle regroupent une dizaine de petites et moyennes entreprises.
L'ancienne ligne de chemin de fer de Bourron-Marlotte à Malesherbes existe toujours mais n'est plus utilisée que pour le transport de produits agricoles (céréales, betteraves) et du sable des carrières entre La Chapelle-la-Reine et Malesherbes.
Jusqu'en 2010, La Chapelle-la-Reine était la ville française qui abritait le seul fabricant de batteries  la marque Capelle, dont l'origine du nom est celui de la ville. Cette activité a cessé.

## Culture locale et patrimoine

### Patrimoine environnemental
Il reste peu de trace des mares qui étaient importantes et nombreuses, avant le XXe siècle, pour faire boire les animaux et pour le lavage.

### Patrimoine architectural
L'église Sainte-Geneviève est constituée par la juxtaposition d'une petite église romane datant du XIIe siècle, placée au sud, et d'une plus grande église gothique édifiée aux XVe et XVIe siècles. Dans la sacristie, se trouve le portail qui était la porte d'entrée de l'église romane. Cette église romane aurait pu être l'oratoire construit par Blanche de Castille. En raison de la présence de cette porte, l'église est classée à l'inventaire des monuments historiques depuis 1862. Le clocher de cette église s'est écroulé en 1886, après de nombreuses hésitations, il a été reconstruit, presque à l'identique dans les années qui ont suivi.[source insuffisante]

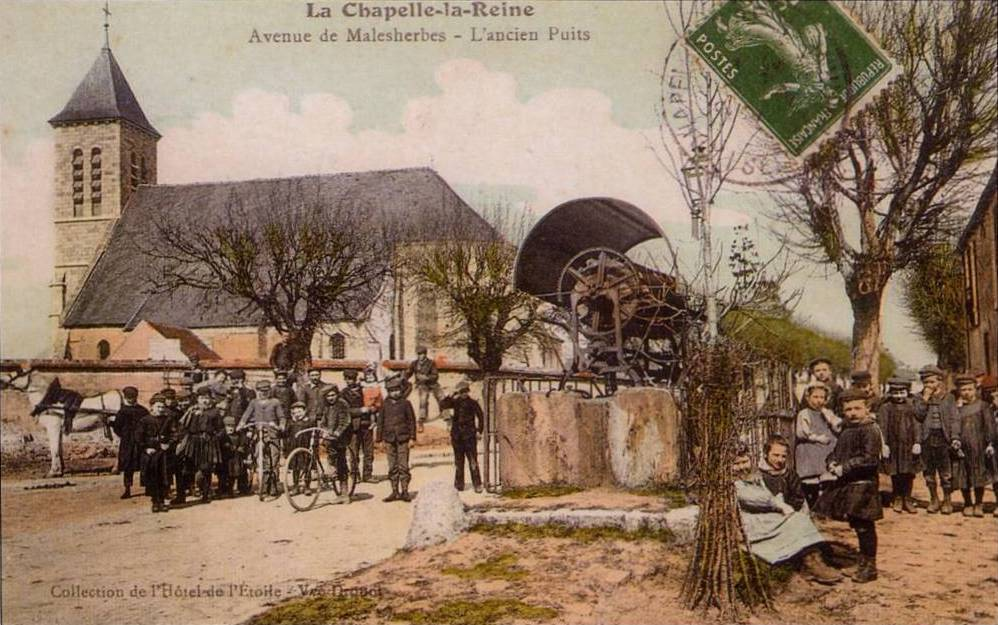
L'église et l'ancien puits au début XXe siècle.

Agneau pascal dans un mur.

Il ne reste plus de trace du château de La Chapelle-la-Reine. Ce château dont on ne connaît pas bien l'importance était pratiquement en ruine en l'année 1670, comme s'en est plainte la famille d'Argouges auprès du roi Louis XIV.
On sait que le village était fortifié mais les remparts ont été détruits au début du XIXe siècle, et les pierres utilisées, en partie, pour construire le mur du cimetière. On trouve quelques petites sculptures incluses dans les façades de bâtiments du centre-ville, en particulier un agneau pascal, il s'agit probablement d'un centre de croix funéraire réutilisé.

### Personnalités liées à la commune
Parmi les personnages célèbres ayant marqué la commune figurent :
- le général baron Claude Testot-Ferry, vétéran des armées républicaines, impériales puis royales, qui fut maire de la ville de 1816 à 1830, pendant la Restauration (1813-1830) ;
- Henry Bernard Alfred Testot-Ferry dit « Henry de Ferry », géologue, archéologue et paléontologue français, né le 5 février 1826 à La Chapelle-la-Reine, qui, avec Adrien Arcelin, découvrit le site préhistorique de la Roche de Solutré.

### Héraldique
| Blason de La Chapelle-la-Reine | Les armes de La Chapelle-la-Reine se blasonnent ainsi : Burelé d'argent et de gueules de quatorze pièces, à un lion de sable couronné d'or brochant. |